# Dan Stevens
Pour les articles homonymes, voir Stevens.
Dan Stevens est un acteur et producteur britannique, né le 10 octobre 1982 à Croydon.
Il est révélé mondialement par son rôle de Matthew Crawley dans les trois premières saisons de la série télévisée Downton Abbey créée par Julian Fellowes entre 2010 et 2013. 
Il quitte ensuite la série et l'Angleterre pour aller faire carrière à Hollywood. Il enchaine des apparitions remarquées dans plusieurs films et séries à succès dont La Nuit au musée : Le Secret des Pharaons aux côtés de Ben Stiller, Robin Williams et Rami Malek. Sa carrière prends un nouveau souffle quand il est à l'affiche du film musical La Belle et la Bête de Bill Condon aux côtés d'Emma Watson en 2017, qui atteint le milliard d'entrée au cinéma.

## Biographie

### Jeunesse et formation
Daniel Jonathan Stevens naît à Croydon en Angleterre, le 10 octobre 1982. Il est le fils adoptif de deux enseignants,. Il a un frère cadet également adopté. Il grandit dans le Pays de Galles et en Angleterre du Sud-Est,.
Après une jeunesse rebelle, il intègre l'internat de Tonbridge School, situé dans le Kent. Il s'intéresse à l'art dramatique en ayant auditionné pour le rôle principal dans Macbeth avec son professeur, le romancier Jonathan Smith (en) ,. À partir de l'âge de quinze ans, il passe ses étés au National Youth Theatre, situé à Londres.
Il étudie la littérature anglaise au Emmanuel College dans l'université de Cambridge,,. Durant son séjour à Cambridge, il est membre de la Cambridge Footlights et de la The Marlowe Society (en),.

### Carrière

#### Révélation précoce
En 2004, il commence sa carrière d'acteur dans la pièce de Shakespeare, As You Like It. Sa première performance lui valut des critiques élogieuses de critiques éminents au Royaume-Uni et aux États-Unis, et un Ian Charleson Awards.
En 2006, Stevens a joué Nick Guest dans l’adaptation du roman éponyme d'Alan Hollinghurst, La Ligne de beauté, The Line of Beauty. Plus tard cette année-là, il a joué Simon Bliss dans la pièce Hay Fever puis il interprète le rôle du Lord Holmwood dans le téléfilm Dracula. En 2007, il joue dans le film dramatique Maxwell (en).
En 2008, il est apparu dans la mini-série Raison et Sentiments, adaptée du roman Sense and Sensibility de Jane Austen. L'année suivante, il interprète le Dr. Fisher dans le téléfilm britannique Le Tour d'écrou, réalisé par Tim Fywell.

#### Percée commerciale

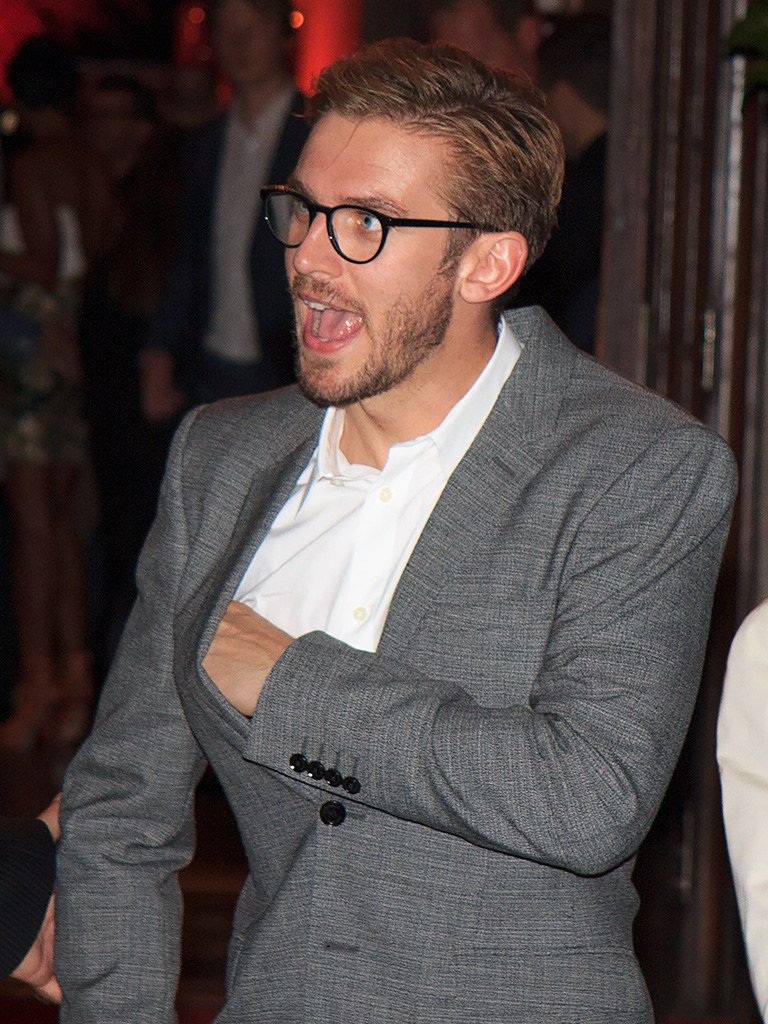
L'acteur à la première de Le Cinquième Pouvoir au Festival international du film de Toronto 2013.

En 2010, Dan Stevens connaît une notoriété internationale en interprétant le rôle de Matthew Crawley dans la série télévisée Downton Abbey. La série est un succès commercial et est nommée pour plusieurs récompenses. L'histoire d'amour centrale de Matthew Crawley et de sa cousine éloignée, Lady Mary Crawley, est extrêmement populaire. Il quitte la série après avoir terminé la troisième saison et l’épisode spécial de Noël en 2012. Sa sortie a provoqué un énorme tollé parmi les fans, qui ont notamment utilisé Twitter, et d'autres sites de médias sociaux pour exprimer leur colère après la mort du personnage.
En 2012, il joue dans Vamps, le dernier film d'Amy Heckerling Summer in February, aux côtés de Dominic Cooper et Emily Browning.
En 2014, Stevens a joué dans le film indépendant The Guest, remportant des critiques élogieuses pour son interprétation d'un ancien combattant de l'armée récemment démis de ses fonctions, parti à l'assaut d'une bande meurtrière pour protéger sa véritable identité,. Il remporte une nomination au Saturn Award du meilleur acteur pour ce rôle. De plus en 2014, il joue dans le réalisme magique The Cobbler, dans le film d'action Balade entre les tombes puis interprète Sir Lancelot dans le film La Nuit au musée : Le Secret des Pharaons, réalisé par Shawn Levy. Le film lui donne l'occasion de jouer aux côtés de Rami Malek, Ben Stiller et Robin Williams.

#### Entre télévision et cinéma indépendant

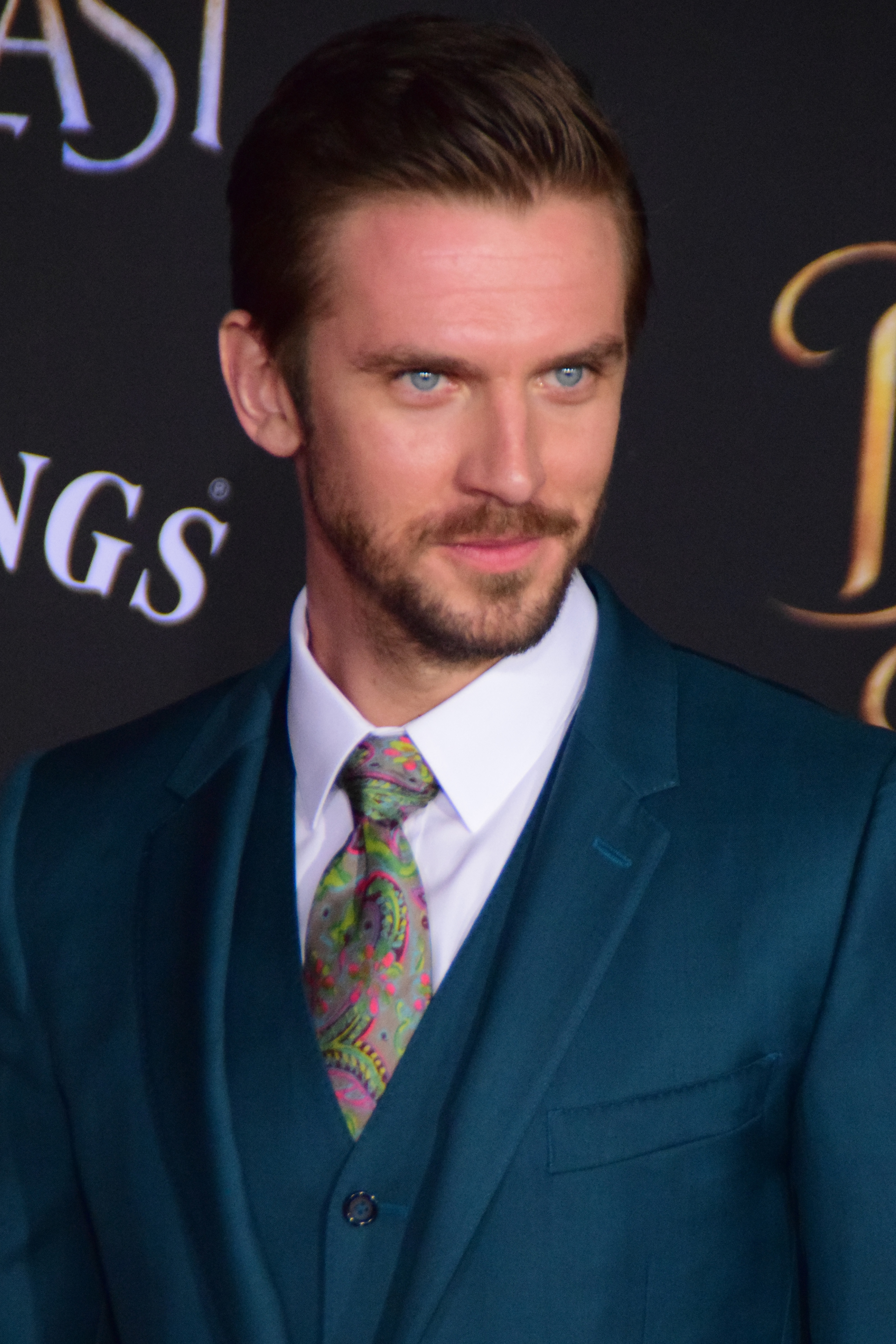
Dan Stevens à l'avant première de La Belle et la Bête en 2017.

En mars 2015, il est confirmé dans le rôle de La Bête, dans l'adaptation cinématographique de La Belle et la Bête, de Disney, s'inspirant lui-même du conte de Jeanne-Marie Leprince de Beaumont. Le film connaît sa première projection mondiale à Londres le 23 février 2017 et sort en salles en mars de la même année.
En février 2016, il rejoint le casting de la série télévisée Legion. Elle est diffusée depuis le 8 février 2017 sur FX et FX Canada.
En 2017, il enchaîne cinq films dont Redivider, Permission, Norman et Marshall. Plus tard cette année là, il joue dans le film qui suit l'histoire du célèbre écrivain Charles Dickens, durant le temps où il écrivait son roman Un chant de Noël, The Man Who Invented Christmas.
En 2018, il interprète le rôle de Thomas Richardson, dans le film Netflix, Le Bon Apôtre.
En mai 2018, il rejoint le film Lucy in the Sky, où il joue aux côtés de Natalie Portman et Jon Hamm. Le tournage s'est déroulé de juin à septembre 2018, en Californie et en Louisiane. La même année, en juillet, il est confirmé dans le film réalisé par Chris Sanders, Call of the Wild.

### Vie privée
En 2009, il épouse la chanteuse et professeure de chant sud-africaine Susie Hariet. Le couple a deux filles prénommées Willow, née en 2009, et Eden, née en 2016, et un fils prénommé Aubrey, né en 2012,.
L'actrice Rebecca Hall est la marraine de leur petite fille Willow.

## Théâtre
- 2004 : As You Like It : Orlando (The Rose Theatre, Kingston)
- 2005 : You Can Never Tell (Theatre Royal, Bath)
- 2005 : Waiting for Godot (Theatre Royal, Bath)
- 2005 : Private Lives (Theatre Royal, Bath)
- 2005 : Much Ado About Nothing : Claudio (Theatre Royal, Bath)
- 2006 : The Romans in Britain : Marban/Maitland (Crucible Theatre, Sheffield)
- 2006 : Hay Fever : Simon (Theatre Royal, Haymarket)
- 2008 : The Vortex : Nicky Lancaster (Apollo Theatre, Londres)
- 2009 : Arcadia : Septimus (Duke of York's Theatre, Londres)
- 2012-2013 : The Heiress d'après le roman Washington Square de Henry James, mise en scène de Moisés Kaufman, Walter Kerr Theater, New York

## Filmographie

### Acteur

#### Longs métrages
- 2009 : Hilde de Kai Wassel : David Cameron
- 2012 : Vamps de Amy Heckerling : Joey Van Helsing
- 2012 : Summer in February de Christopher Menaul : Gilbert Evans
- 2013 : Le Cinquième Pouvoir (The Fifth Estate) : Ian Katz
- 2014 : La Nuit au musée : Le Secret des Pharaons (Night at the Museum: Secret of the Tomb) de Shawn Levy : Sir Lancelot
- 2014 : The Guest d'Adam Wingard : David
- 2014 : The Cobbler de Tom McCarthy : Emiliano
- 2014 : Balade entre les tombes (A Walk Among The Tombstones) de Scott Frank : Kenny Kristo
- 2015 : Criminal Activities de Jackie Earle Haley : Noah
- 2016 : The Ticket (en) de Ido Fluck : James
- 2016 : Colossal de Nacho Vigalondo : Tim
- 2017 : La Belle et la Bête (Beauty and the Beast) de Bill Condon : la Bête / le Prince
- 2017 : Redivider (Kill Switch) de Tim Smit : Wil Porter
- 2017 : Permission de Brian Crano : Will
- 2017 : Norman de Joseph Cedar : David
- 2017 : Marshall de Reginald Hudlin : Lorin Willis
- 2017 : Charles Dickens, l'homme qui inventa Noël (The Man Who Invented Christmas) de Bharat Nalluri : Charles Dickens
- 2018 : Le Bon Apôtre (Apostle) de Gareth Evans : Thomas Richardson
- 2019 : Lucy in the Sky de Noah Hawley : Drew Cola
- 2020 : L'Appel de la forêt (Call of the Wild) de Chris Sanders : Hal
- 2020 : The Rental de Dave Franco : Charlie
- 2020 : Eurovision Song Contest: The Story of Fire Saga de David Dobkin : Alexander Lemtov
- 2020 : L'esprit s'amuse (Blithe Spirit) de Edward Hall : Charles Condomine
- 2021 : I'm Your Man (Ich bin dein Mensch) de Maria Schrader : Tom
- 2024 : Abigail de Tyler Gillett et Matt Bettinelli-Olpin : Frank
- 2024 : Godzilla x Kong: The New Empire d'Adam Wingard : Trapper
- 2024 : Cuckoo de Tilman Singer : Herr König
- 2025 : The Ritual : L'Exorcisme d'Emma Schmidt (The Ritual) de David Midell : Père Joseph Steiger

#### Courts métrages
- 2011 : Babysitting : Spencer
- 2011 : The North London Book of the Dead : L'homme qui parle
- 2012 : Shallow : Richard Dove

#### Télévision
Téléfilms
- 2006 : Dracula de Bill Eagles : Arthur Holmwood
- 2006 : Maxwell de Colin Barr : Basil Brookes
- 2009 : Le Tour d'écrou de Tim Fywell : le Dr Fisher

Séries télévisées
- 2004 : Frankenstein (mini-série) : Henry (rôle récurrent, 2 épisodes)
- 2006 : The Line of Beauty : Nick Guest (3 épisodes)
- 2007 : Agatha Christie's Marple Saison 3 de Miss Marple#Épisode 4 : Némésis : Michael Faber (1 épisode)
- 2008 : Raison et sentiments (mini-série) : Edward Ferrars (rôle principal, 3 épisodes)
- 2010 – 2012 : Downton Abbey : Matthew Crawley (rôle principal, 25 épisodes)
- 2013 : The Tomorrow People : voix de TIM (rôle récurrent, 3 épisodes)
- 2014 et 2016-2018 : High Maintenance : Colin (rôle récurrent, 3 épisodes)
- 2017 – 2019 : Legion : David Haller (rôle principal, 27 épisodes)
- 2018 : I Love You, America with Sarah Silverman (en) : James A. Garfield (saison 2, épisode 2)
- 2020 : Kipo et l'âge des animonstres : Scarlemagne (voix) (rôle principal, 20 épisodes)
- 2021 : Solos : Otto (saison 1, épisode 7)
- 2022 : Gaslit (mini-série) : John Dean
- 2022 : Le Cabinet de curiosités de Guillermo del Toro (Guillermo del Toro's Cabinet of Curiosities) : Alo Glo Man (saison 1, épisode 4)
- 2022 : Welcome to Chippendales (mini-série) : Paul Snider
- 2025 : Day zero (mini-série) : Evan Green

### Producteur
- 2012 : Summer in February
- 2015 : Criminal Activities

## Voix francophones
En version française, Damien Witecka est la voix française la plus régulière de Dan Stevens. Il le double notamment dans  Downton Abbey, La Nuit au musée : Le Secret des Pharaons, Legion ou encore Lucy in the Sky. Il a également été doublé à quatre reprises par Damien Ferrette (Raison et Sentiments, Colossal, Gaslit et Abigail) et à deux occasions par Sébastien Desjours (Frankenstein et Le Tour d'écrou).
À titre exceptionnel, il est doublé par Éric Legrand dans The Tomorrow People, Marc Lamigeon dans Le Cinquième Pouvoir, Axel Kiener dans Balade entre les tombes, Jean-Marc Charrier dans High Maintenance, Yoni Amar dans La Belle et la Bête, Philippe Allard dans Le Bon Apôtre, Julien Allouf dans L'Appel de la forêt, Cédric Dumond dans Eurovision Song Contest: The Story of Fire Saga, Marc Arnaud dans The Rental, Laurent Maurel dans Solos, Guillaume Lebon dans I'm Your Man, Serge Faliu dans Le Cabinet de curiosités de Guillermo del Toro, Benjamin Egner dans Zero Day et par Maxime Donnay dans The Ritual : L'Exorcisme d'Emma Schmidt.
En version québécoise, Maël Davan-Soulas le double dans Le Cinquième Pouvoir et Entre les tombes tandis que  Adrien Bletton lui prête sa voix dans Une nuit au musée : Le Secret du Tombeau et le film Coucou